# Julie Delpy
Julie (July) Delpy (Parijs, 21 december 1969) is een in Frankrijk geboren actrice met zowel een Frans als een Amerikaans paspoort.
Delpy kwam al op jonge leeftijd door haar ouders, de theaterregisseur en acteur Albert Delpy en filmactrice Marie Pillet, in aanraking met de filmwereld. Op haar vijftiende speelde zij in haar eerste grote film, Detective.
Ze speelde daarna meestal in onafhankelijke films, waardoor ze laat bekend raakte bij het grote publiek, maar wel in arthouse-kringen. Delpy's bekendste films tot op heden zijn Killing Zoe, Before Sunrise, Before Sunset en An American Werewolf in Paris. Inmiddels is de actrice ook aan het regisseren geslagen. Ze maakte onder andere 2 Days in Paris en The Countess. In beide films speelt Delpy zelf de hoofdrol en was ze tevens verantwoordelijk voor het scenario.
Tussen 1991 en 1995 studeerde ze aan de New York University's Tisch School of the Arts, waar ze leerde regisseren en scenario's schrijven. Ze studeerde af met haar korte film Blah, blah, blah. Delpy is goed bevriend met de acteurs Ethan Hawke en Adam Goldberg. In januari 2009 kreeg ze een zoon met haar partner Marc Streitenfeld.

## Filmografie
- Detective (1985)
- Mauvais sang (1986)
- La passion Béatrice (1987)
- King Lear (1987)
- Europa Europa (1990)
- Homo Faber (1991, ook bekend onder de titel Voyager)
- Younger and Younger (1993) – Melodie
- The Three Musketeers (1993) – Constance
- Trois couleurs: Bleu (1993) – Dominique
- Trois couleurs: Blanc (1994) – Dominique
- Killing Zoe (1994) – Zoe
- Before Sunrise (1995) – Celine
- Tyko Moon (1996) – Lena
- An American Werewolf in Paris (1997) – Serafine Pigot
- L.A. Without a Map (1998) – Julie
- The Passion of Ann Rand (1999) – Barbara
- Mac Arthur Park (2001) – Wendy
- Investigating Sex (2001) – Chloe
- ER (televisieserie, 2001)
- Villa des Roses (2002) – Louise Creteur
- CinéMagique (2002) – Marguerite
- Frankenstein – Caroline Frankenstein
- Before Sunset (2004) – Celine
- Broken Flowers (2005) – Sherry
- The Legend of Lucy Keys (2006) – Jeanne Cooley
- 2 Days in Paris (2007) – Marion
- The Hoax (2007) – Nina van Pallandt
- The Countess (2007) – Erzsebet Bathory
- Les Passages (2008) – Anna
- Before Midnight (2013) – Celine
- On The Verge (2021) – Justine

## Prijzen en nominaties
- 1987: César Award-nominatie, Meest veel belovende actrice voor Mauvais sang (1986)
- 1988: César Award-nominatie, Meest veel belovende actrice voor La passion Béatrice (1987)
- 1991: European Film Award-nominatie, Beste Actrice voor Homo Faber (Voyager, 1991)
- 1995: MTV Movie Award-nominatie, Beste kus voor Before Sunrise (1995)
- 2004: San Francisco Film Critics Circle Award, Best Actrice voor Before Sunset (2004)
- 2005: Academy Award-nominatie, Beste schrijver, voor Screenplay van Before Sunset (2004)
- 2005: Writers Guild of America-nominatie, Beste Screenplay for Before Sunset (2004)
- 2005: Empire Award, Beste Actrice voor Before Sunset (2004)
- 2005: Independent Spirit Award-nominatie, Beste Screenplay voor Before Sunset (2004)
- 2005: Online Film Critics Society Award-nominatie, Beste Actress voor Before Sunset (2004)
- 2005: Online Film Critics Society Award-nominatie, Beste Screenplay, Adaptie voor Before Sunset (2004)
- 2007: Mons International Festival of Love Films Award, Coup de Coeur voor 2 Days in Paris (2007)
- 2008: César Award-nominatie, Beste schrijver - Original voor 2 Days in Paris (2007)